# Der Staatsanwalt hat das Wort: Hilfe für Maik
Hilfe für Maik ist ein deutscher Fernsehfilm von Horst Zaeske aus dem Jahr 1975. Das kriminologische Fernsehspiel erschien als 36. Folge der Filmreihe Der Staatsanwalt hat das Wort.

## Handlung
Die Arbeiterin Susanne Faber wird von einem achtjährigen Jungen bestohlen. Maik ist von zu Hause weggelaufen. Wo hat er die letzte Nacht verbracht? Maik fürchtet den berechtigten Zorn des Vaters. Deshalb hat er ihm Schnaps und Zigaretten mitgebracht. Er hat gestohlen, um seinen Vater zu versöhnen. Wie wird dieser sich verhalten. Auf der Suche nach Maik, in Begegnungen mit dessen Lehrerin, der Großmutter, dem Bruder und seinen Eltern deckt Susanne Ursachen und Motive für Maiks Fehlverhalten auf.

## Produktion
Hilfe für Maik entstand 1974 im Zuständigkeitsbereich des DDR-Fernsehens, Bereich Unterhaltende Dramatik – HA: Polizeiruf/Staatsanwalt. 
Szenenbild: Heinz-Helmut Bruder; Dramaturgie: Jutta Schütz; Kommentar: Peter Przybylski.